# Paul Boyer (photographe)
Pour les articles homonymes, voir Paul Boyer et Boyer.
Paul Boyer est un photographe français, né Paul-Anatole-Marie-Joseph à Toulon (Var) le 27 septembre 1861, actif jusqu'en 1908, et, mort en son domicile dans le 8e arrondissement de Paris le 20 décembre 1952.

## Biographie
Paul Boyer est le fils de Charles Boyer, architecte, et de Séraphine Grec.
Étudiant de l'École des Beaux-Arts de Paris, il est l'inventeur de la lampe éclair pour l'emploi du magnésium dans la photographie et médaille d'or à l'exposition de 1889. Il a aussi participé à l'exposition de Moscou. Il est nommé chevalier de la Légion d'honneur le 30 décembre 1891. À l'Exposition universelle de 1900, il est membre du Jury des récompenses. Il a été en outre, officier de l'Instruction publique, officier du Nichan Iftikhar, officier du Lion et du Soleil. Il reprend la succursale parisienne d'Otto Van Bosch, au 35 boulevard des Capucines, en 1888. Il a fait de nombreux portraits d'acteurs, d'actrices et d'autres personnalités de son époque, souvent publiés en cartes postales.

## Distinctions
- Chevalier de la Légion d'honneur (30 décembre 1891)
- Officier du Nichan Iftikhar
- Officier de l'Instruction publique
- Officier de l'ordre du Lion et du Soleil

## Galerie

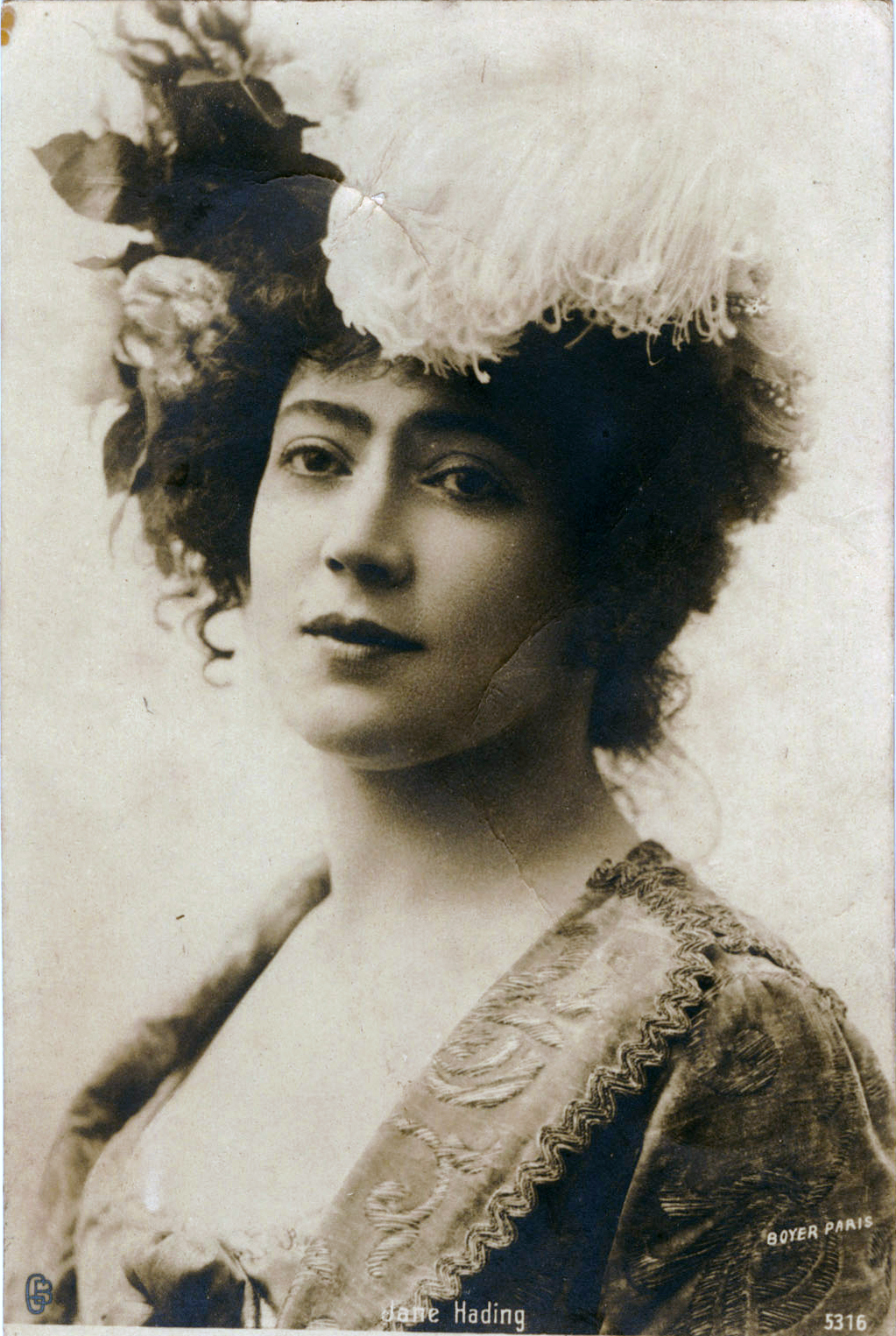
Jane Hading, actrice française
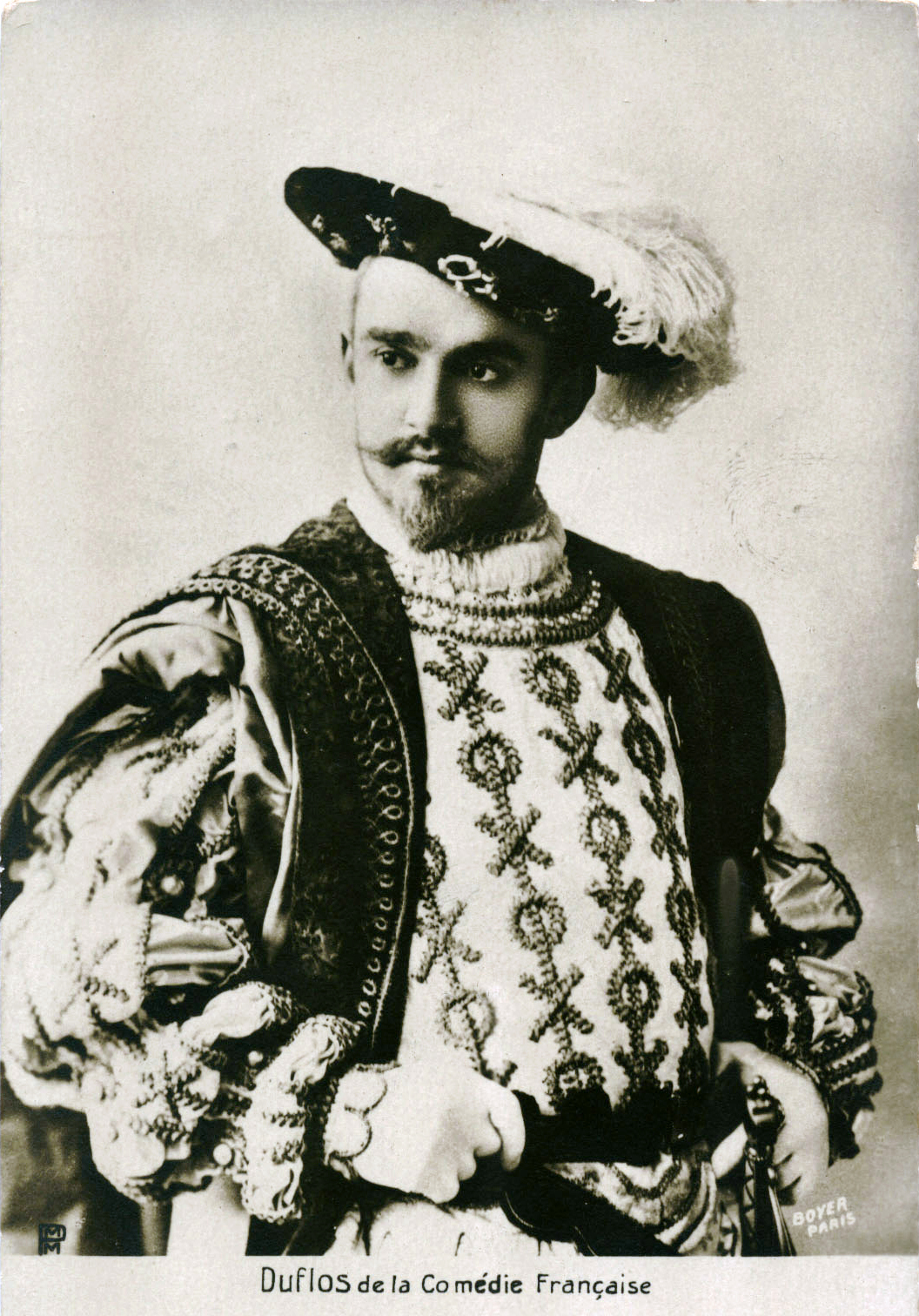
Raphaël Duflos, de la Comédie française
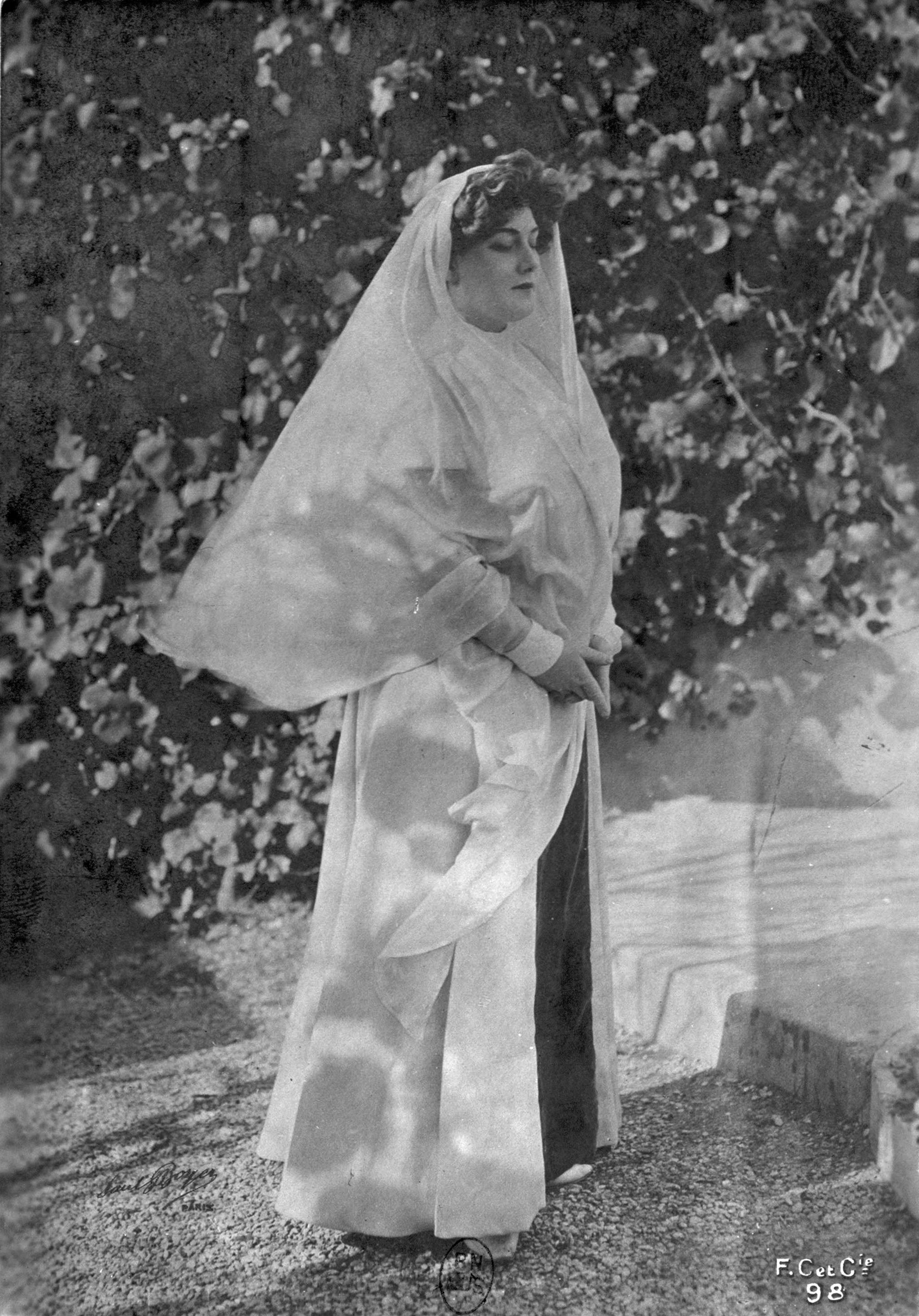
Marguerite Carré, cantatrice soprano[6] française
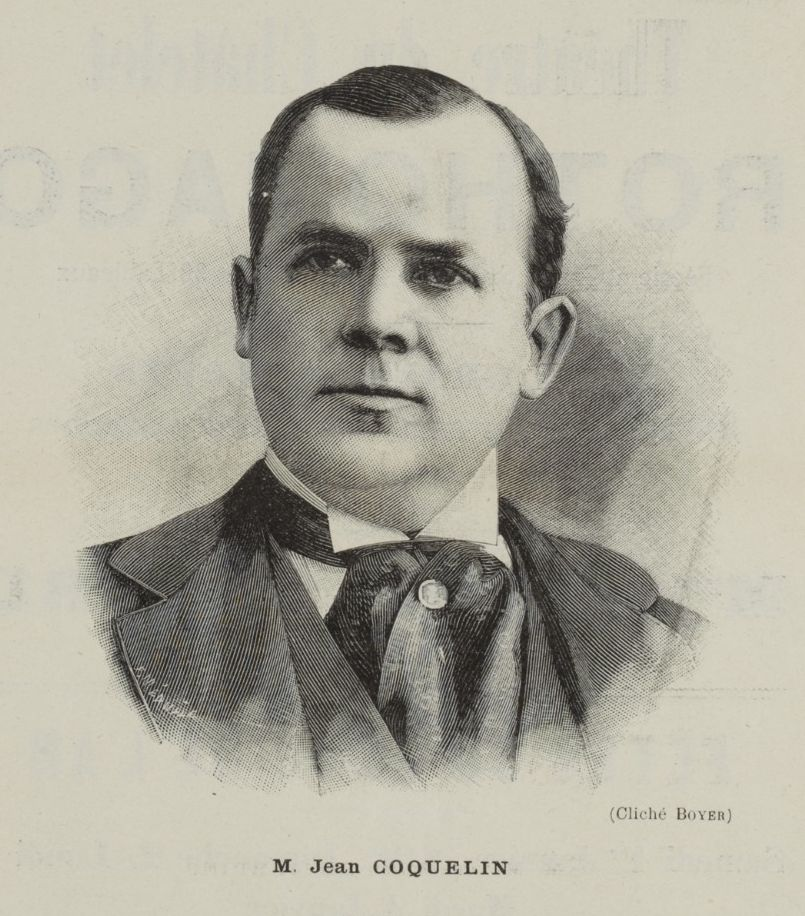
Jean Coquelin, acteur français
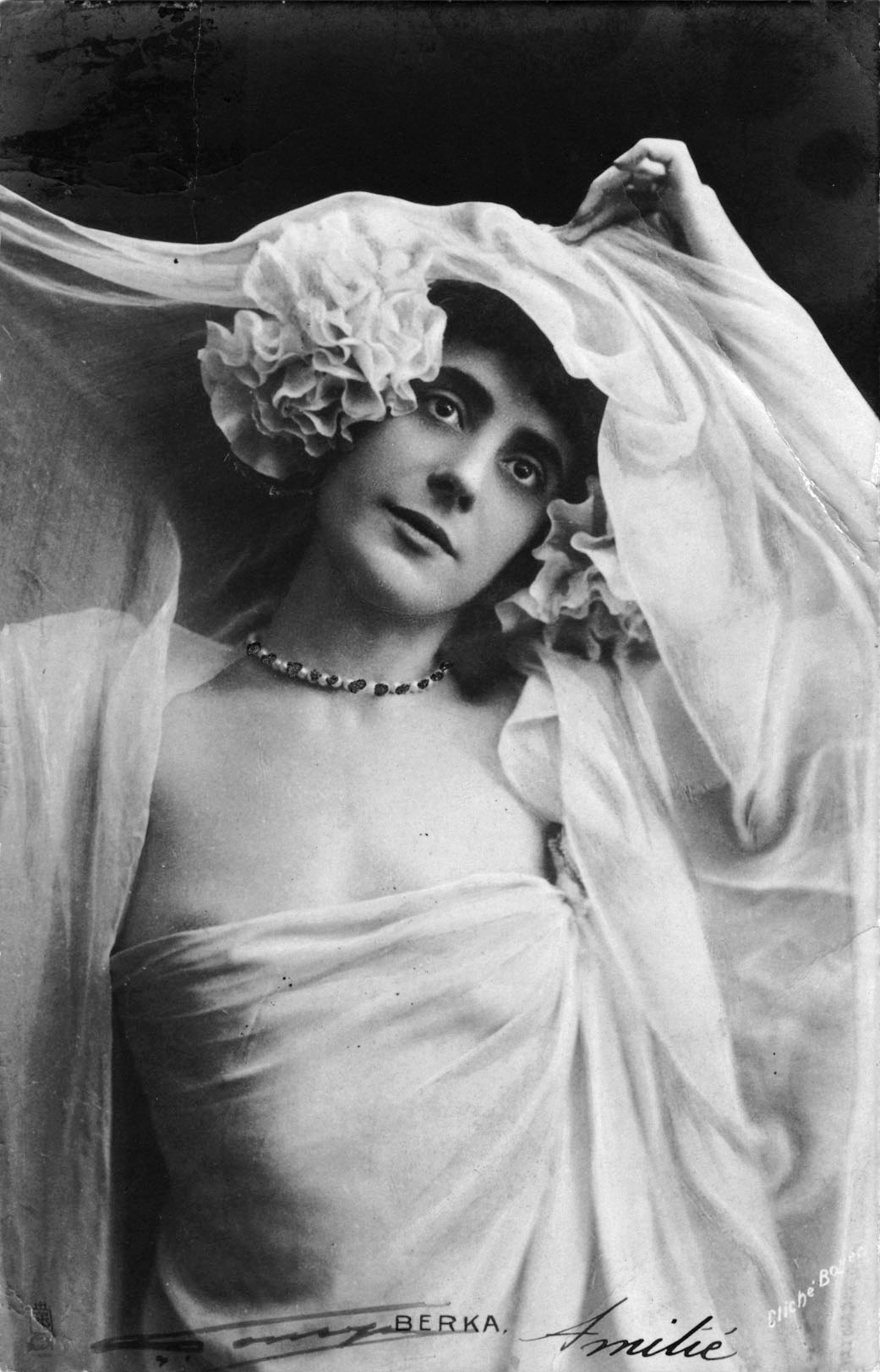
Berka
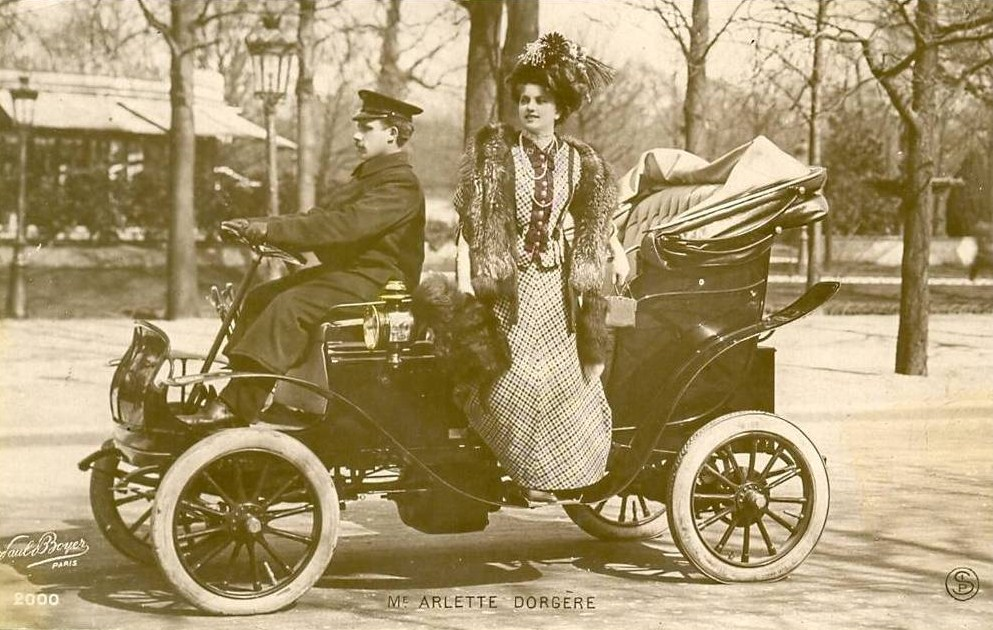
Arlette Dorgère, actrice française